# جزیره مادره ده دیوس

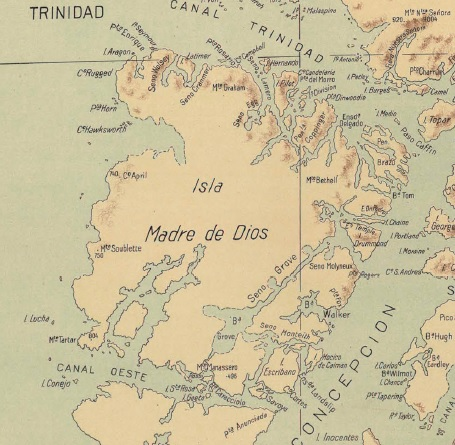
نقشه جزیره مادره ده دیوس

جزیره مادره ده دیوس (به اسپانیایی: Madre de Dios Island) یک جزیره در شیلی است.

## خصوصیات
جزیره مادره ده دیوس ۱٬۰۴۳ کیلومترمربع مساحت دارد.